# Xysticus jugalis
Xysticus jugalis is een spinnensoort uit de familie van de krabspinnen (Thomisidae).
De wetenschappelijke naam van de soort werd in 1875 gepubliceerd door Ludwig Carl Christian Koch.

## Ondersoorten
- Xysticus jugalis jugalis
- Xysticus jugalis larvatus Caporiacco, 1949[1]